# Ptahshepses D
Ptahshepses D (fl. XXIII secolo a.C.) è stato un principe egizio della VI dinastia, probabilmente figlio del faraone Pepi II (2284 - 2216/2184 a.C.; dibattuto).

## Biografia
Aveva i titoli di "Figlio del re" e "Principe ereditario". Fu inumato in un sarcofago della IV dinastia in ardesia, riciclato per lui, all'interno (proprio come il fratello Nebkauhor-Idu) del Tempio funerario del faraone Unis, ultimo sovrano della V dinastia, a Saqqara. Sulla mummia fu rinvenuta una cintura d'oro recante il suo nome e i suoi titoli, ora al Museo egizio del Cairo insieme a tutti gli altri reperti della sua tomba.

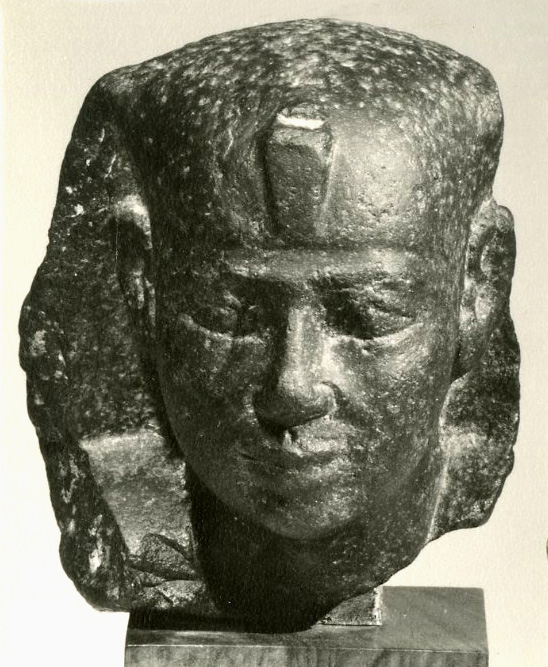
Testa di un faraone coeva al regno di Pepi II; probabilmente da una statua dello stesso Pepi II (Metropolitan Museum of Art, New York).